# Rabel
Rabel (dänisch: Rabøl) ist eine Gemeinde an der Schleienge Rabelsund in der Nähe von Kappeln im Kreis Schleswig-Flensburg in Schleswig-Holstein.

## Geografie und Verkehr
Rabel liegt etwa vier Kilometer nördlich von Kappeln an der Bundesstraße 199 nach Niebüll. Sie hat in den 1950er Jahren die Bahnstrecke Flensburg–Kappeln der Flensburger Kreisbahn ersetzt, die in Rabel einen Bahnhof hatte. Heute verkehrt stattdessen auf der B 199 die Buslinie Flensburg–Kappeln der Autokraft. Der nächste noch betriebene Bahnhof ist Süderbrarup an der Bahnstrecke Kiel–Flensburg, etwa 15 Kilometer westlich von Rabel.
Die Gemeinde umfasst zudem Haarmark (dän. Harmark), Hauheck (Hovled), Mariental, Ochsenkoppel, Ruhkrog mit Hof Ruhkrog und Ruhkrog-Siedlung (Rokrog), Schauheck (Skovled), Scheideheck (Skilleled), Kleefeld, Rabelsund, das Gut Buckhagen (Bukhavn). und die kleine Schleiinsel Flintholm.

## Geschichte
Im Jahre 1519 wurde Rabel erstmals erwähnt, es hatte damals jedoch zwei Dörfer gegeben, die nebeneinander gelegen haben: Alt-Rabel und Neu-Rabel. Der Ortsname setzt sich zusammen aus dem Grundwort büll, dän. bøl für Siedlung und entweder dem Bedeutungswort auf dän. rå für Stange, Pfahl, Grenzpfahl oder auf rå für Reh. Die Bedeutung wäre demnach Siedlung am Pfahl oder Siedlung, wo Rehe sind. Möglich ist auch eine Deutung auf altnordisch rā für Land, Boden, Grenzfeld als Umschreibung für eine an einer Grenze befindliche Siedlung.

Gut Buckhagen
Gut Buckhagen (dan.: Bukhavn) gehörte zum Angler Güterdistrikt. Der Name des Guts bedeutet vermutlich umfriedetes Weidestück für Schafe.
Das Gut wurde 1660 errichtet und ist mitsamt einem großen Teils des Grabens um die Anlage erhalten. 1965 wurde die Innenausstattung des Herrenhauses wiederhergestellt.

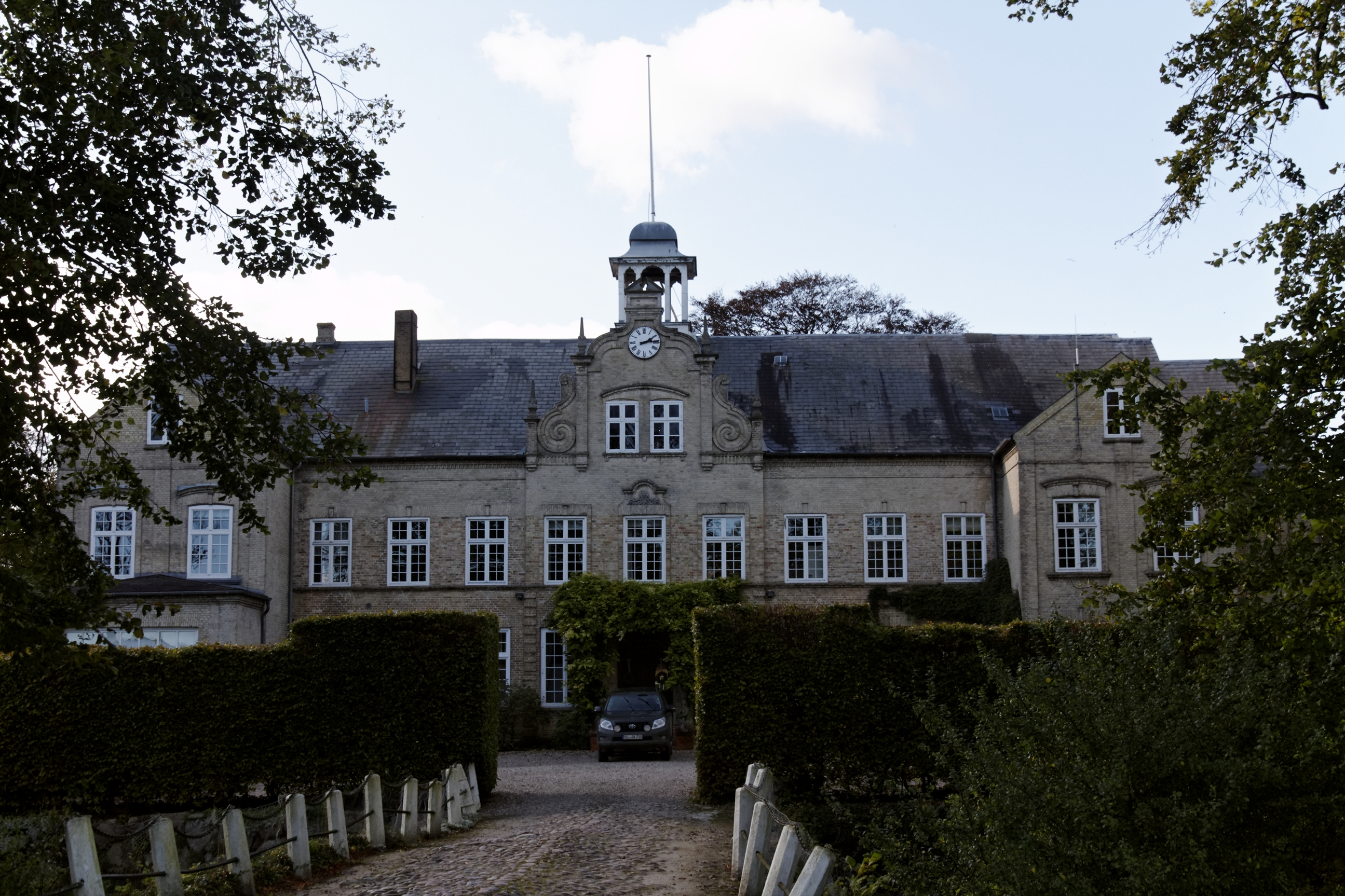
Gut Buckhagen

## Politik

### Gemeindevertretung
Bei der Kommunalwahl am 14. Mai 2023 wurden insgesamt neun Sitze vergeben. Von diesen erhielt die CDU fünf Sitze und die Allgemeine Wählergemeinschaft Rabel.

### Wappen
Blasonierung: „Über einem blauen Schildfuß, darin ein nach links offener goldener Heringszaun mit zwei goldenen Fischen hintereinander, in Silber ein golden bewehrter blauer Fischreiher mit einem goldenen Fisch im Schnabel.“

## Wirtschaft
Das Gemeindegebiet ist überwiegend landwirtschaftlich geprägt. Im Ortszentrum befinden sich jedoch auch einige Gewerbebetriebe, Einzelhandelsbetriebe und Dienstleister.

## Sehenswürdigkeiten

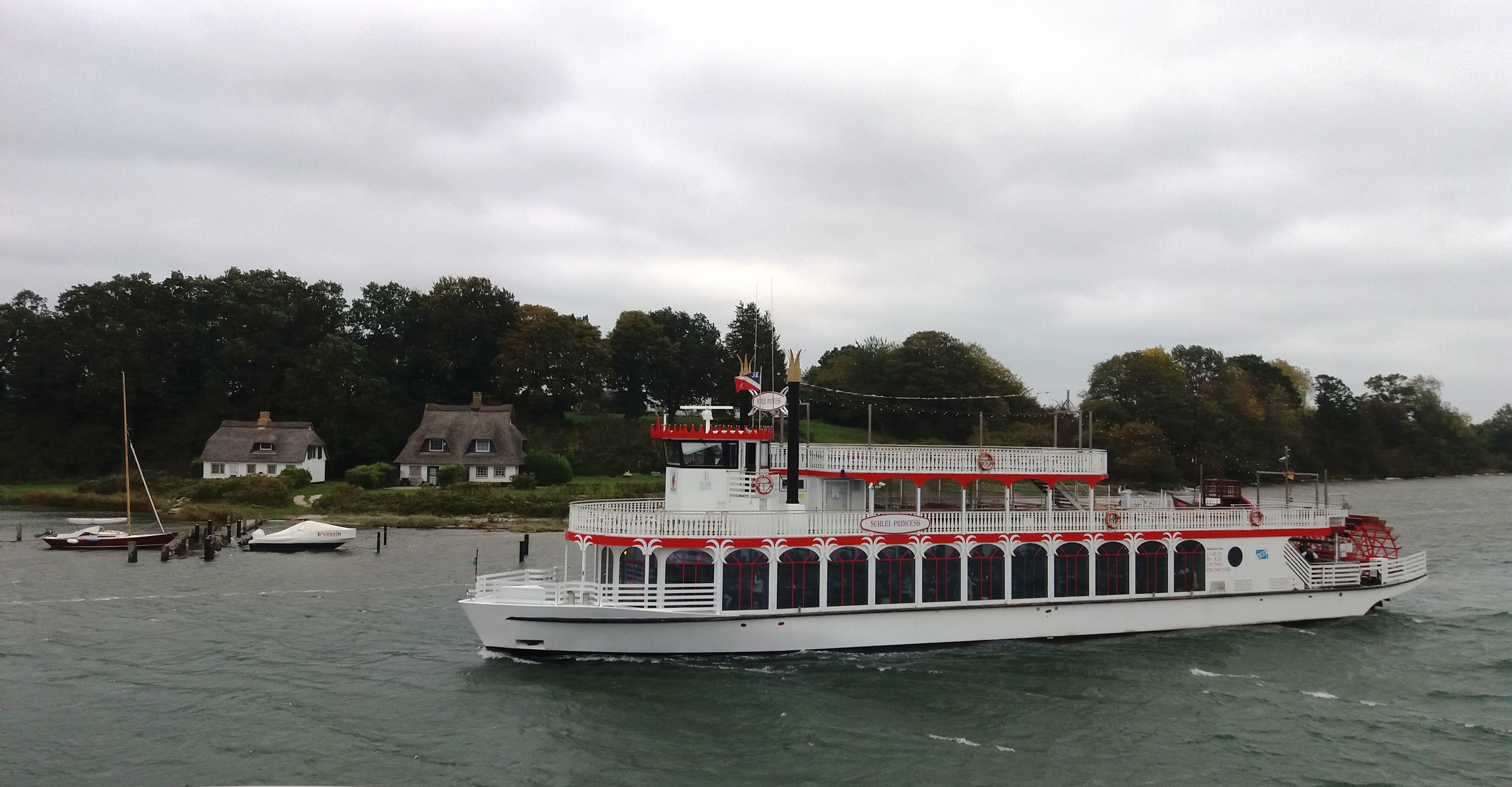
Schleiprincess vor Rabelsund

In der Liste der Kulturdenkmale in Rabel stehen die in der Denkmalliste des Landes Schleswig-Holstein eingetragenen Kulturdenkmale.

## Söhne Rabels
- Joachim von Ahlefeldt (1646–1717), Staatsmann im Herzogtum Schleswig
- Hans von Schiller (1891–1976), Luftschiffer